# Babin Potok
Babin Potok es un pueblo de la municipalidad de Donji Vakuf, en el cantón de Bosnia Central, Bosnia y Herzegovina.

## Superficie
Posee una superficie de 5,81 kilómetros cuadrados.

## Demografía
Hasta 2013 la población era de 103 habitantes, con una densidad de población de 17,7 habitantes por kilómetro cuadrado.